# HD 135384
HD 135384，又名BD+68 823，SAO 16630、HR 5672，是一颗恒星，视星等为6.17，位于銀經105.37，銀緯44.3，其B1900.0坐标为赤經15h 9m 40.4s，赤緯+68° 44.3′ 26″。